# Peder Oxe
Peder Oxe (7 gennaio 1520 – 24 ottobre 1575) è stato un politico danese.
Scacciato nel 1558 dalla Danimarca, ordì una congiura contro Federico II di Danimarca con l'aiuto di Cristina di Lorena, ma non la portò a termine. Tornato in patria nel 1566, divenne ministro delle finanze su nomina di Federico II. In questo ruolo risanò i conti dello Stato e diede notevole sviluppo all'agricoltura.